# Lista de municípios de Mato Grosso do Sul por IDH (2000)
Listagem dos municípios de Mato Grosso do Sul por IDH em 2000. O IDH é utilizado para calcular o desenvolvimento humano de uma região. Ele consiste em um número entre 0 e 1, onde 0 corresponde ao completo subdesenvolvimento  (onde a maioria vive socioeconomicamente mal) e 1 corresponde ao completo desenvolvimento (todos vivem bem). O índice foi desenvolvido em 1990 pelos economistas Amartya Sen e Mahbub ul Haq, e vem sendo usado desde 1993 pelo Programa das Nações Unidas para o Desenvolvimento (PNUD) no seu relatório anual.

## Metodologia
O índice varia de zero até 1, sendo considerado:
- Muito Alto, de 0,800 a 1
- Alto, de 0,700 a 0,799
- Médio de 0,600 a 0,699
- Baixo de 0,500 a 0,599
- Muito Baixo de 0,000 a 0,499

## Classificação
| Posição         | Município                | IDH       |
| Médio IDH       | Médio IDH                | Médio IDH |
| --------------- | ------------------------ | --------- |
| 1               | Campo Grande             | 0,673     |
| 2               | São Gabriel do Oeste     | 0,658     |
| 3               | Chapadão do Sul          | 0,656     |
| 4               | Dourados                 | 0,636     |
| 5               | Nova Andradina           | 0,630     |
|                 | Três Lagoas              | 0,630     |
| 7               | Cassilândia              | 0,615     |
| 8               | Coxim                    | 0,607     |
| 9               | Ladário                  | 0,605     |
| 10              | Glória de Dourados       | 0,604     |
| 11              | Bataguassu               | 0,601     |
| 12              | Ponta Porã               | 0,600     |
| Baixo IDH       |                          |           |
| 13              | Maracaju                 | 0,597     |
| 14              | Costa Rica               | 0,596     |
|                 | Fátima do Sul            | 0,596     |
| 16              | Vicentina                | 0,594     |
| 17              | Paranaíba                | 0,591     |
| 18              | Ivinhema                 | 0,590     |
|                 | Jardim                   | 0,590     |
| 20              | Mundo Novo               | 0,585     |
| 21              | Corumbá                  | 0,584     |
|                 | Rio Brilhante            | 0,584     |
| 23              | Deodápolis               | 0,583     |
| 24              | Camapuã                  | 0,582     |
| 25              | Bela Vista               | 0,580     |
|                 | Rio Negro                | 0,580     |
| 27              | Aparecida do Taboado     | 0,579     |
| 28              | Amambai                  | 0,576     |
| 29              | Inocência                | 0,573     |
| 30              | Naviraí                  | 0,572     |
| 31              | Douradina                | 0,567     |
|                 | Guia Lopes da Laguna     | 0,567     |
| 33              | Bonito                   | 0,564     |
| 34              | Sidrolândia              | 0,562     |
| 35              | Jateí                    | 0,560     |
| 36              | Aquidauana               | 0,556     |
| 37              | Selvíria                 | 0,554     |
| 38              | Sonora                   | 0,553     |
| 39              | Angélica                 | 0,552     |
|                 | Rio Verde de Mato Grosso | 0,552     |
| 41              | Eldorado                 | 0,551     |
| 42              | Itaporã                  | 0,550     |
| 43              | Caarapó                  | 0,548     |
| 44              | Brasilândia              | 0,547     |
| 45              | Iguatemi                 | 0,542     |
|                 | Rochedo                  | 0,542     |
| 47              | Nova Alvorada do Sul     | 0,539     |
| 48              | Bandeirantes             | 0,538     |
| 49              | Alcinópolis              | 0,536     |
| 50              | Laguna Carapã            | 0,535     |
| 51              | Água Clara               | 0,534     |
| 52              | Terenos                  | 0,529     |
| 53              | Aral Moreira             | 0,520     |
| 54              | Anastácio                | 0,517     |
| 55              | Anaurilândia             | 0,516     |
| 56              | Pedro Gomes              | 0,515     |
| 57              | Ribas do Rio Pardo       | 0,514     |
|                 | Santa Rita do Pardo      | 0,514     |
| 59              | Bodoquena                | 0,513     |
| 60              | Sete Quedas              | 0,512     |
| 61              | Taquarussu               | 0,510     |
| 62              | Antônio João             | 0,509     |
| 63              | Batayporã                | 0,508     |
|                 | Figueirão                | 0,508     |
| 65              | Nioaque                  | 0,504     |
| 66              | Jaraguari                | 0,503     |
| 67              | Corguinho                | 0,502     |
| 68              | Porto Murtinho           | 0,501     |
| 69              | Miranda                  | 0,500     |
| Extra-Baixo IDH |                          |           |
| 70              | Itaquiraí                | 0,498     |
| 71              | Novo Horizonte do Sul    | 0,494     |
| 72              | Coronel Sapucaia         | 0,488     |
| 73              | Caracol                  | 0,484     |
| 74              | Juti                     | 0,480     |
| 75              | Tacuru                   | 0,469     |
| 76              | Dois Irmãos do Buriti    | 0,447     |
| 77              | Paranhos                 | 0,441     |
| 78              | Japorã                   | 0,399     |
|                 | Paraíso das Águas        | -         |